# Enriqueta Contreras
Enriqueta Contreras Contreras (Sierra de Juárez, Oaxaca) es una mujer indígena zapoteca, partera, supuesta sanadora y conferencista. Es conocida también como Doña Queta. 
Proveniente de familia de curanderos, que ante la falta de atención médica en su comunidad, brindó atención a las mujeres, principalmente para dar a luz. 

## Biografía
Nació en la comunidad Rancho Tabla ahora conocida como Benito Juárez,  en Oaxaca quedó huérfana a temprana edad y fue adoptada por una pareja con problemas de alcoholismo.
Su interés y conocimiento sobre la herbolaria y por ser partera surgió a partir del labor al pastorear chivos, puesto que había días en los que su familia adoptiva no le brindaban la alimentación necesaria, saciando su hambre con plantas comestibles, descubriendo a la par las medicinales. 
A partir de la atención brindada en un momento crítico a una chiva preñada  Doña Queta decidió que iba a ser partera de grande. 
Se trasladó a la ciudad de Oaxaca a los nueve años de edad, realizando trabajo doméstico, posteriormente a la ciudad de México con la misma labor y en la cual aprendió a escribir sus primeras letras. 
Cuando regresó a su comunidad, su matrimonio fue arreglado por sus familiares, debido a sus costumbres, con un señor de nombre Benjamín con el cual concibió seis hijos de los cuales tres partos ella misma atendió; Adelfo, Mary, Gaude, Sadot, Norma y Celia. 
Tomo su primer curso de asistente de primeros auxilios de la Cruz Roja de México en 1974. En su regreso empezó a trabajar como promotora de salud en la comunidad de El Punto en el cual permaneció durante 18 años. En el cual atendía personas de distintas comunidades como: Ixtepec, San Miguel del Río, San Martin, Colorados, Yuvila.
Al igual llegó a laborar en campañas de vacunación en poblaciones alejadas, donde tenía que caminar largas jornadas a pie o a lomos de animales, en ocasiones con la madre naturaleza embravecida con truenos, lluvia, vientos, frío; pero Doña Queta terminaba su labor.
Trabajo en el Instituto Nacional indigenista en Guelatao de Juárez, con el cual conoció la mayoría de las comunidades en la Sierra Juárez.
En 1989 en el estado El Paso, Texas se dio a conocer con la organización de parteras de MANA (Alianza de Parteras Norteamericanas). Incorporándola para acudir a las conferencias anuales en distintos lugares de los Estados Unidos. Ha participado en conferencias  en Guatemala, Brasil, España, siendo ampliamente reconocida y valorada en Estados Unidos.
Al participar en sus clases magistrales al aire libre, en caminatas sobre senderos montañosos, para observar y conocer las plantas, es una experiencia excepcional e inolvidable. En estas clases doña Enriqueta va señalando las distintas características y propiedades curativas tanto como las aplicaciones y las contra-indicaciones de las innumerables yerbas y árboles de la Sierra Juárez.
Ha tenido participación en la difusión sobre el mezcal y su uso en la medicina tradicional.
Cuenta con más de 60 años de trayectoria. Atendiendo más de 2000 alumbramientos en los años de ejercer su profesión de partera.
Una de las personas que ha atendido y reconocida artista Lila Downs, quien atestigua : " Ha sido doña Queta, mi curandera, la que me ha salvado la vida".